# Герб на Тунис
Гербът на Тунис представлява златен щит, над който е изобразена емблемата от националния флаг. На щита са представени кораб, лъв с меч, и везни. В центъра точно под кораба с арабски текст е написан националният девиз:„Свобода – Ред – Правосъдие“.

## Описание
Гербът изобразява кораб, лъв с меч и везни. В центъра, под кораба, има арабски текст с национален девиз: حرية نظام عدالة (с ар. - „Свобода - Ред - Справедливост“). Централната емблема на националния флаг е над щита. Фонът е златен във всички раздели.
Всеки символ означава отделна добродетел на страната: лъвът символизира реда, камбуза - свободата, а везните - справедливостта. Галера също датира от древни времена, когато сегашните граници на Тунис са били територията на финикийската цивилизация, а след това центърът на държавата е Картаген.
В кръга над щита са символите на исляма - полумесец и звезда. Това подчертава значението на религията в страната и прилича на знамето на Тунис.

## История
Първият герб на Тунис е в сила на 21 юни 1956 г., малко след обявяването на независимостта на Тунис. Първият вариант на герба леко се различава от съвременния, по-специално върху герба имало допълнително копия и знамена, а лъвът и везните са били поставени в обратен ред.
През 1987 г. трицветната гама на герба е променена на едноцветна-златна.

## История на герба
- Герб от 1963 до 1987 г.
- Герб на Кралство Тунис